# René Bottlang
René Bottlang, né le 1er mai 1953 à Saint-Gall, est un pianiste et compositeur suisse de jazz.

## Biographie
Issu d'une famille modeste, son père est un représentant dans une fabrique de meubles.
En 1970, il intègre pendant trois ans le conservatoire de Lausanne où il côtoie le guitariste Claude Lauzzana, puis étudie au Swiss Jazz School (en) de Berne. En 1975, il fonde le quintette Madame Schwab et se produise notamment au festival de Moers.

## Discographie

### 45 tours
- 1970 : Réalité / J'ai toujours aimé trimé (Decca) (signé René Botteland)[2]

### Participations
- 1996, Achille Awado, Bonjour la terre, PAN 1122